# 黑婆山
黑婆山（𡶀婆𪓇）是越南西宁省的一座死火山，在胡志明市西北约96公里处。这座山是当地高棉神话传说中“黑婆”的住所。山顶有广播电视讯号发射塔，可将越南之聲与西宁广播电视台的广播电视讯号传输至西宁全省 。